# Straßenbahn Kramatorsk

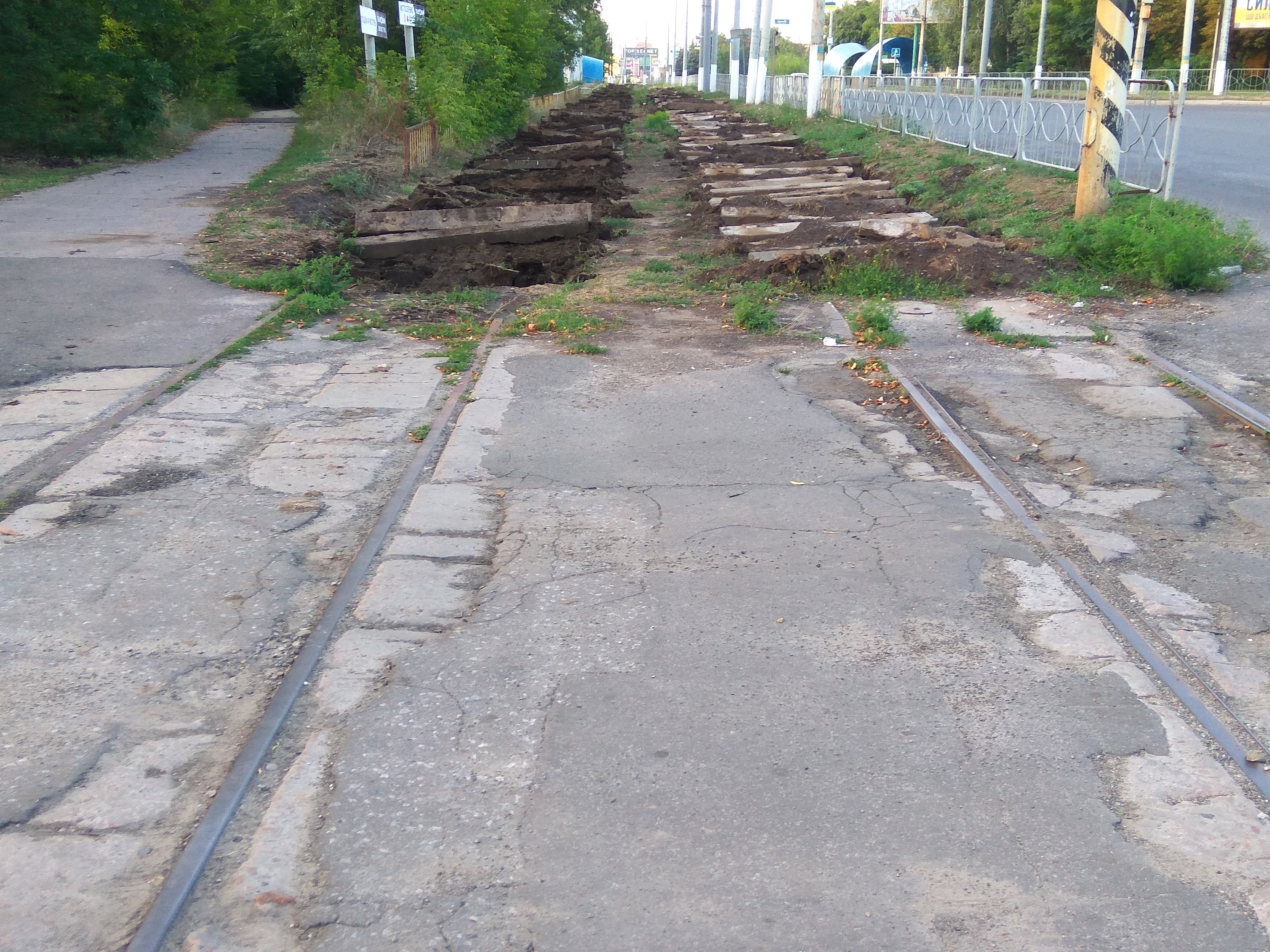
Ehemalige Straßenbahngleise in Kramatorsk

Die Straßenbahn Kramatorsk (ukrainisch Краматорський трамвай) war ein am 12. Mai 1937 eröffneter Straßenbahnbetrieb in der ukrainischen Stadt Kramatorsk. Nach Jahren unterlassener Instandhaltung wurde die letzte Linie am 1. August 2017 stillgelegt.

## Kurzbeschreibung
Die erste Straßenbahnlinie wurde am 12. Mai 1937 in Betrieb genommen, während des Zweiten Weltkriegs ruhte der Betrieb jedoch von November 1941 bis zum 10. März 1944. Danach gab es erhebliche Ausbauten bis 1969. Am 18. November 1971 eröffnete allerdings der Verkehrsbetrieb seine erste Oberleitungsbus-Linie.
Ab 1973 wurde das O-Bus-Netz weiter ausgebaut, Erweiterungen oder Ausbauten für das Gleisnetz der Straßenbahn fanden ab diesem Zeitpunkt kaum mehr statt. Ab 1973 beschaffte der Verkehrsbetrieb KTM-5-Fahrzeuge als Ersatz für die bis dahin eingesetzten zweiachsigen Wagen, von denen die letzten 1979 im Einsatz waren.

## Streckennetz
Das durchweg zweigleisige Streckennetz umfasste maximal fünf Linien. Ein Teil lag auf eigenem Bahnkörper, weitere erhebliche Teile waren straßenbündig trassiert. Die letzte, nunmehr stillgelegte Linie war 14,6 km lang.

## Niedergang
Ab der Jahrtausendwende nahm die Bedeutung des ÖPNV erheblich ab: Die De-Industrialisierung und der zunehmende Individualverkehr ließen die Nutzerzahlen deutlich schrumpfen. 24 KTM-5 waren 2001 vorhanden, von denen schon damals nur 15 für den täglichen Auslauf benötigt wurden; es fuhren fast ausschließlich Solowagen. Zuletzt waren noch acht schlecht gewartete Fahrzeuge vorhanden, von denen nurmehr fünf eingesetzt wurden.
Die betrieblich wichtige Strecke zum Bahnhof und in die Altstadt wurde als erste 2003 stillgelegt. Selbst danach dauerte es zwölf Jahre, für diese eine O-Bus-Strecke zu eröffnen.